# Phrynomedusa
Phrynomedusa es un género de anfibios de la familia Phyllomedusidae. Es endémica del sudeste de Brasil.

## Especies
Se reconocen las siguientes según ASW:
| Nombre binomial            | Autor                  |
| -------------------------- | ---------------------- |
| Phrynomedusa appendiculata | Lutz, 1925             |
| Phrynomedusa bokermanni    | Cruz, 1991             |
| † Phrynomedusa fimbriata   | Miranda Ribeiro, 1923  |
| Phrynomedusa marginata     | Izecksohn & Cruz, 1976 |
| Phrynomedusa vanzolinii    | Cruz, 1991             |